# Kościół św. Stanisława Kostki w Pławcach
Kościół św. Stanisława Kostki – katolicki kościół filialny zlokalizowany w Pławcach (gmina Środa Wielkopolska). Należy do parafii Wniebowzięcia Najświętszej Maryi Panny w Środzie Wielkopolskiej.

## Historia i architektura
Murowana świątynia z trójkątnym naczółkiem i sygnaturką została zbudowana w 1934. Z inicjatywą budowy wystąpiło małżeństwo Stanisław i Jadwiga (z Surdyków) Rozmiarkowie. Tablica pamiątkowa, wmurowana 1 lipca 1934 głosi: Bogu na chwałę Młodzieży na uświęcenie oraz z wdzięczności za odebrane łaski w czasie naszej 40 letniej pracy w Pławcach (stąd wezwanie – św. Stanisław Kostka jest patronem młodzieży). Miejscowi gospodarze, Marcin i Tomasz Jurgasińscy, przekazali na budowę obiektu 4000 m² swoich gruntów. W ołtarzu obraz patrona ufundowany przez ks. Piotra Lobę.